# Zhuang Yuan Ming
Zhuang Yuan Ming (Shangai, 1919) é um especialista em técnicas de ortopedia associadas à medicina tradicional chinesa, criador da sequência de exercícios chineses denominada Lian Gong.
Quando jovem, foi discípulo de Wang Zhi Ping, famoso mestre de artes marciais e ortopedista. Especializou-se nas técnicas de tratamento de traumatismo, adquirindo profundos conhecimentos de todas as manobras de Tui-ná e desenvolvendo uma técnica própria de aplicação destas manobras em ortopedia.
Ming é considerado um dos cem maiores ortopedistas da medicina tradicional chinesa da atualidade. A partir de décadas de experiência clínica e vasta pesquisa na área, uniu seus conhecimentos médicos à essência das práticas de Chi Kung associadas às artes marciais chinesas, criando o "Lian Gong em 18 Terapias".
Recebeu vários prêmios por resultados relevantes em pesquisas científicas oferecidas pelo governo da cidade de Shangai, devido aos excelentes resultados terapêuticos e preventivos obtidos com a prática dessa ginástica, hoje adotada por cerca de um milhão de pessoas no mundo. Nos últimos anos, a técnica criada por ele tem despertado grande interesse em outros países, inclusive no Brasil, onde vem sendo aplicada com grande sucesso. O livro é acompanhado de um CD, com exercícios para pescoço e ombros, costas e região lombar, glúteos e pernas (1ª parte), e exercício para articulação, tenossinovites e disfunções dos órgãos internos (2ª parte).

## "Lian Gongem 18 Terapias"
É composto de 18 exercícios terapêuticos que previnem e tratam a bronquite crônica e a debilidade funcional do coração e dos pulmões, bem como outras doenças crônicas. Graças à sua objetividade, natureza científica e simplicidade, essa técnica terapêutica, lançada em 1975 por Zhuang Yuan Ming, foi muito bem aceita pelos pacientes e praticantes, tema de outro livro: "Lian Gong Shi Ba Fa".
Os exercícios vêm acompanhados de fotos que mostram os requisitos básicos para a sua prática, e de desenhos que ilustram sua atuação terapêutica, possibilitando a obtenção de resultados positivos na prevenção no tratamento das doenças. O livro é acompanhado de um CD com exercícios que fortalecem as funções do coração e do pulmões. Esta obra, redigida e organizada por Ming e seu filho, Zhuang Jian Shen (que é quem posa para as fotos), é indispensável para as pessoas que buscam saúde, longevidade, prevenção e terapia de doenças.
Seu objetivo é melhorar a qualidade de vida das pessoas e contribuir com informações seguras para quem trabalha profissionalmente com exercícios terapêuticos. Com várias edições esgotadas e traduzidos para várias línguas, Lin Gong Shi Ba Fa Xu Ji é um dos livros mais vendidos da atualidade no campo de exercícios físicos integrados à terapia.